# 72-й смешанный авиационный полк ВВС Северного флота
72-й смешанный авиационный Краснознамённый полк ВВС Северного флота — воинская часть в составе Военно-воздушных сил ВМФ СССР в Великой Отечественной войне.

## История наименований полка
- 72-й смешанный авиационный полк ВВС ВМФ (23.12.1939)[1];
- 72-й смешанный авиационный Краснознамённый полк ВВС ВМФ (16.09.1941)
- 2-й гвардейский смешанный авиационный полк ВВС ВМФ (18.01.1942)[1];
- 2-й гвардейский смешанный авиационный полк ВВС ВМФ имени Б. Ф. Сафонова (18.06.1942)[1];
- 2-й гвардейский истребительный авиационный полк ВВС ВМФ имени Б. Ф. Сафонова (14.10.1942)[1];
- 2-й гвардейский истребительный авиационный Печенгский полк ВВС ВМФ имени Б. Ф. Сафонова (31.10.1944)[1];
- 174-й гвардейский истребительный авиационный Печенгский полк ВВС ВМФ имени Б. Ф. Сафонова (28.04.1948)[1];
- 174-й гвардейский истребительный авиационный Печенгский полк ПВО имени Б. Ф. Сафонова (04.02.1957)[1];
- Войсковая часть (полевая почта) 49207[1].

## История
Сформирован 23 декабря 1939 года на основании приказа Наркома обороны СССР № 006 от 23 декабря 1939 года и приказа командующего Северным флотом № 00400 на базе двух истребительных и одной бомбардировочной эскадрилий, которые прибыли из Белорусского особого военного округа: 4 оиаэ 70-й авиабригады, 2 аэ 15-го истребительного авиаполка им. Ф. Э. Дзержинского и 5 аэ 147-й скоростной бомбардировочной авиабригады (плюс звено 39-го скоростного бомбардировочного авиаполка 10-й смешанной авиадивизии).
Боевое знамя 4-й отдельной истребительной авиационной эскадрильи стало знаменем полка. Изначально в составе 72-го смешанного авиаполка на вооружении состояли 15 И-15бис 1-й эскадрильи, 15 И-15бис 2-й эскадрильи и 8 СБ 3-й бомбардировочной эскадрильи.
Полк принимал участие в Зимней войне.
В начале апреля 1941 года с Горьковского завода № 21 в 72 сап ВВС СФ прибыли 4 И-16 тип 24, на основе которых 29 апреля 1941 г. в полку сформировали 4-ю истребительную эскадрилью, укомплектовав её 20-ю молодыми лётчиками, прибывшими накануне в Заполярье для прохождения службы из различных военных училищ и лётных школ. Командовать эскадрильей назначили одного из лучших пилотов полка — бывшего командира звена 1-й эскадрильи старшего лейтенанта Б. Ф. Сафонова, ранее летавшего на истребителе И-15бис.
На 22 июня 1941 года 72 сап ВВС СФ включал в себя 4 истребительные и одну бомбардировочную эскадрильи. Вооружение:
1-я и 2-я эскадрильи — 28 И-15бис;
3-я эскадрилья — 17 И-153;
4-я эскадрилья — 4 И-16 (из них один в ремонте);
5-я эскадрилья — 11 СБ.
Базировался полк в Ваенге.
В составе действующей армии во время ВОВ с 22 июня 1941 по 18 января 1942 года (либо по 11 сентября 1942 года). Существует неясность со временем фактического преобразования полка в гвардейский: полк преобразован приказом Народного комиссара ВМФ СССР № 10 от 18 января 1942 года во 2-й гвардейский смешанный Краснознамённый авиационный полк ВВС СФ, 1 мая 1942 года полк получил Гвардейское знамя, но в соответствующем Перечне числится как негвардейский до 11 сентября 1942 года.
Начал боевые действия с 22 июня 1941 года. Уже 24 июня 1941 года ст. лейтенант Б. Ф. Сафонов сбил немецкий бомбардировщик He-111 (современные исследования позволили выяснить, что тогда имела место ошибка с определением его типа — в действительности это был Ju-88 W.Nr.8173 из состава 6./KG30). 25 июня 1941 года участвует в операции советских ВВС против финских аэродромов — полк наносит удар по Луостари, а также бомбит порт Лиинахамари.
26 июня 1941 года 4-я эскадрилья полка получила первое пополнение — 12 И-16 тип 24 (следует отметить, что пять из них уже спустя 3 дня были потеряны).
27 июня 1941 года авиаполк наносит удар по рудодробильному заводу в Петсамо и кораблям в Киркенесе, 29 июня 1941 года вновь наносит удар по Лиинахамари. Таким образом, с начала войны полк вёл активную боевую работу, прикрывая объекты флота, Мурманск, нанося удары по вражеским наземным и надводным целям, включая поддержку сухопутных войск и десантов, ведя разведку.
10 июля 1941 г. прибыло ещё одно пополнение с Краснознамённого Балтийского флота — 10 истребителей И-16, половина из которых была 28-го типа.
В августе 1941 года 72 сап ВВС СФ снова пополнился: в соответствии с приказом НК ВМФ от 03.08.1941 г., в Ваенгу были срочно перебазированы 9 самолётов СБ и 12 И-16 с Балтики, а также 10 И-153, 10 МиГ-3 и 4 пикирующих бомбардировщика Пе-2 с Черноморского флота, которые сразу же влились в состав полка.
С сентября 1941 года, кроме всего прочего, на 72 сап ВВС СФ ложится задача по прикрытию морских конвоев в Баренцевом море.
День 15 сентября 1941 г. стал важной вехой в боевом пути полка: в этот день, отражая налёты на рубеж Западной Лицы немецких бомбардировщиков под прикрытием истребителей, полк сбил 13 вражеских самолётов. 16 сентября 1941 года Указом Президиума Верховного Совета СССР полк за образцовое выполнение боевых заданий командования на фронте борьбы с германским фашизмом и проявленные при этом доблесть и мужество был награждён орденом Красного Знамени, став таким образом первой Краснознамённой частью Северного флота, а капитану Б. Ф. Сафонову было присвоено звание Героя Советского Союза.
Во второй половине сентября 1941 года усилия полка в основном были сосредоточены на поддержке наземных войск 14-й армии по линии фронта.
11 ноября 1941 года в полку появились первые ДБ-3Ф — в состав полка было включено звено из 1-го минно-торпедного полка ВВС Балтийского флота, возглавляемое капитаном И. Я. Гарбузом, которое стало основой для формирования 6-й эскадрильи торпедоносцев.
С августа по декабрь 1941 года полк вёл совместные боевые действия со 151-м авиакрылом Королевских ВВС Великобритании.
На 1 января 1942 г. в составе 72 сап ВВС СФ числилось (всего/исправных) самолётов:
- на аэр. Ваенга-1: 10/7 СБ, 3/3 Пе-2, 4/2 ДБ-3Ф, 4/2 МиГ-3, 1/1 ТБ-3;
- на аэр. Ваенга-2: 16/9 И-15бис, 13/6 И-16;
- на аэр. Чалмпушка (Ваенга-3): 14/9 И-153.

К моменту преобразования полка в гвардейский, полк отчитался о 118 сбитых в воздушных боях и 24 уничтоженных на аэродромах самолётах противника, более 2000 уничтоженных солдат и офицеров, потопленных 3 транспортах, уничтоженных трёх береговых батареях.

## Подчинение
| Дата            | Флот          | Армия | Корпус | Дивизия (бригада) | Примечания |
| --------------- | ------------- | ----- | ------ | ----------------- | ---------- |
| 22.06.1941 года | Северный флот | -     | -      | -                 | -          |
| 01.07.1941 года | Северный флот | -     | -      | -                 | -          |
| 10.07.1941 года | Северный флот | -     | -      | -                 | -          |
| 01.08.1941 года | Северный флот | -     | -      | -                 | -          |
| 01.09.1941 года | Северный флот | -     | -      | -                 | -          |
| 01.10.1941 года | Северный флот | -     | -      | -                 | -          |
| 01.11.1941 года | Северный флот | -     | -      | -                 | -          |
| 01.12.1941 года | Северный флот | -     | -      | -                 | -          |
| 01.01.1942 года | Северный флот | -     | -      | -                 | -          |
| 01.02.1942 года | Северный флот | -     | -      | -                 | -          |
| 01.03.1942 года | Северный флот | -     | -      | -                 | -          |
| 01.04.1942 года | Северный флот | -     | -      | -                 | -          |
| 01.05.1942 года | Северный флот | -     | -      | -                 | -          |
| 01.06.1942 года | Северный флот | -     | -      | -                 | -          |
| 01.07.1942 года | Северный флот | -     | -      | -                 | -          |
| 01.08.1942 года | Северный флот | -     | -      | -                 | -          |
| 01.09.1942 года | Северный флот | -     | -      | -                 | -          |

## Награды
16 сентября 1941 года за образцовое выполнение боевых заданий командования на фронте борьбы с германским фашизмом и проявленные при этом доблесть и мужество Указом Президиума ВС СССР 72-й смешанный авиационный полк ВВС ВМФ награждён орденом Красного Знамени.

## Командиры
- Губанов, Георгий Петрович, полковник, 06.1941 — 12.1941;
- Туманов, Иван Константинович, капитан, 01.1942 — 03.1942;
- Сафонов, Борис Феоктистович, подполковник 20.03.1942 — 30.05.1942 (погиб);
- Туманов, Иван Константинович, гвардии майор, 01.06.1942 — 06.11.1942 (погиб).

## Отличившиеся воины полка
| Награда | Ф. И. О.                    | Должность           | Звание  | Дата награждения | Примечания |
| ------- | --------------------------- | ------------------- | ------- | ---------------- | --- |
|         | Сафонов, Борис Феоктистович | командир эскадрильи | капитан | 16.09.1941       | вторую Звезду получил уже в составе 2-го гвардейского истребительного авиационного полка ВВС Северного флота. |